# Dicranomyia boorana
Dicranomyia boorana là một loài ruồi trong họ Limoniidae. Chúng phân bố ở miền Australasia.